# Liste der Kardinalskreierungen Honorius’ II.
Papst Honorius II. hat im Verlauf seines Pontifikates (1124–1130) die Kreierung von 14 Kardinälen vorgenommen.

## Konsistorien

### 20. Februar 1125
Datum nach Brixius, S. 34 und 74
- Gregorius[2] – Kardinalpriester von S. Balbina[3], wurde im April 1139 abgesetzt
- Aldericus[4] – Kardinalpriester von SS. Giovanni e Paolo[5], † nach Februar 1130
- Stefano Stornato[6] – Kardinaldiakon von S. Lucia in Orphea[7], dann Kardinalpriester von S. Lorenzo in Damaso (21. Februar 1130) und wieder Kardinaldiakon von S. Lucia in Orphea (1132)[8], † nach 12. Juni 1138
- Hugo[9] – Kardinaldiakon von S. Teodoro, † 22. August 1126

### Kreationen im Laufe des Jahres 1126
- Petrus[10] – Kardinaldiakon von S. Maria in Via Lata (zuerst belegt am 28. März 1126), dann Kardinalpriester von S. Anastasia (zuerst belegt am 7. Mai 1128), † um 1131
- Giovanni von Camaldoli, Kamaldulenser[11] – Kardinalbischof von Ostia (kreiert wahrscheinlich im September 1126), † nach 29. April 1134
- Matthäus, Cluniazenser[12] – Kardinalbischof von Albano (kreiert zu Ende 1126), † 25. Dezember 1135

### 23. September 1127
- Albertus[13] – Kardinaldiakon von S. Teodoro, † 1135

### Um 1128
Alle diese Kardinäle sind zuerst am 7. Mai 1128 nachweisbar.
- Anselmo[14] – Kardinalpriester von S. Lorenzo in Lucina, † nach 21. Juni 1141
- Lectifredus[15] – Kardinalpriester von S. Vitale[16], † 1140
- Rusticus[17] – Kardinaldiakon, dann Kardinalpriester von S. Ciriaco (8. März 1129), † nach Mai 1131

### Kreationen im Laufe des Jahres 1129
- Goselinus[18] – Kardinalpriester von S. Cecilia (kreiert am 8. März 1129[19]), † nach 15. Juli 1132
- Henricus[20] – Kardinalpriester von S. Prisca[5], † nach 24. April 1130

### Unbekanntes Datum
- Guido di Castello[21] – Kardinaldiakon von S. Maria in Via Lata[22], dann (15. Dezember 1133) Kardinalpriester von S. Marco, endlich (26. September 1143) Papst Coelestin II., † 8. März 1144